# Do What You Do
Do What You Do ist eine Popballade von Jermaine Jackson aus dem Jahr 1984, die von Ralph Dino und Larry Ditomaso geschrieben wurde. Sie erschien auf dem Album Dynamite.

## Geschichte
Jermaine Jackson brachte nicht so viele erfolgreiche Lieder heraus wie seine Geschwister Michael und Janet Jackson. Trotzdem ist er der dritterfolgreichste Sänger der Familie Jackson.
In der Ballade bittet der Protagonist die angesprochene Person, mit bestimmten erfreulichen Dingen, die beide in der Vergangenheit erlebten, fortzufahren: „Why don’t you do what you do / when you did what you did to me?“
Die Veröffentlichung fand am 21. Dezember 1984 statt und wurde in Belgien ein Nummer-eins-Hit und belegte höhere Chartpositionen in den Vereinigten Staaten und Großbritannien als die Vorgängersingle When the Rain Begins to Fall.

## Musikvideo
Für das Musikvideo führte Bob Giraldi Regie, der auch bei When the Rain Begins to Fall die Regie übernahm. Das Video stellt eine Imitation des Filmes Der Pate dar. Zu Beginn des Clips wird Jermaine Jacksons Geliebte entführt, dann singt er den Song bei einem Spaziergang. Während der Darbietung werden Szenen mit Jackson und seiner Geliebten eingeblendet. Am Ende des Clips findet er sich auf einer Bank wieder.

## Rezeption

### Chartplatzierungen
| ChartsChartplatzierungen       | Höchstplatzierung | Wochen |
| ------------------------------ | ----------------- | ------ |
| Deutschland (GfK)              | 40 (15 Wo.)       | 15     |
| Vereinigte Staaten (Billboard) | 6 (14 Wo.)        | 14     |
| Vereinigtes Königreich (OCC)   | 13 (20 Wo.)       | 20     |

| ChartsJahrescharts (1985)      | Platzierung |
| ------------------------------ | ----------- |
| Vereinigte Staaten (Billboard) | 90          |

### Auszeichnungen für Musikverkäufe
| Land/Region                  | Auszeichnungen für Musikverkäufe (Land/Region, Auszeichnung, Verkäufe) | Verkäufe |
| ---------------------------- | ---------------------------------------------------------------------- | -------- |
| Vereinigtes Königreich (BPI) | Silber                                                                 | 250.000  |
| Insgesamt                    | 1× Silber ·                                                            | 250.000  |

## Coverversionen
- 2005: Chamillionaire (Void In My Life)